# Den østdanske epidemi 1831
Den østdanske epidemi 1831 var en epidemi, der hærgede landdistrikterne i det østlige Danmark i sensommeren og efteråret 1831.
Kolera havde i 1831 spredt sig uden for Danmark, og i Danmark blev der indført skrappe tiltag for at holde sygdommen ude, blandt andet ved at stationere kystvagter. Det lykkedes at holde sygdommen ude, men en anden sygdom bredte sig i august 1831.
Truslen fra kolera betød dog at man havde givet en forordning af 19. juni 1831, der indeholdt bestemmelser om karantæne, isolation, desinficering og hårde straffe.
Bestemmelserne omkring karantæne kom i brug ved epidemien i 1831.
Der måtte ikke holdes bryllup, barnedåb, begravelse eller andet gilde.
Huse hvor der var syge skulle have påhæftet en seddel hvor der stod "smitsom sygdom".
Dødskvotienten for Danmark i 1831 på 30,1 promille er den højeste i 1800-tallet,
men også i årene omkring, dvs. i 1820'erne og begyndelsen af 1830'erne var der stor dødelighed.
Dødeligheden var ellers faldet generelt siden midten af 1770'erne, dog med nogle udsving.

## Øjenvidneberetninger
Emil Hornemann oplevede som ung epidemien på første hånd, da han blev sendt ud som hjælpelæge og arbejdede fra Turebyholm ved Faxe.
Han skrev senere i 1800-tallet at epidemien var "Den betydeligste og alvorligste epidemi, der i dette århundrede har hjemsøgt vort fødeland". Det var efter at han også havde oplevet koleraepidemien i 1853.
Fra Sorø oplevede digteren B.S. Ingemann også epidemien. I et brev til N.F.S. Grundtvig dateret den 7. september 1831 skrev han:
| „ | Det gjør mig ret ondt, at du ikke traf Børnene raske — Gud holde sin Haand over dem og os alle! Her i Huset ere vi dog endnu, Gud ske Tak! ved Helbred, paa Pigen nær, som har Koldfeber; men i den hele Sorøegn er Sygdommen og Dødeligheden i stærkt Tiltagende, og her i Byen selv skal der være over 70 syge. Jeg var hos Olsen i Lynge i forrige Uge; han og hans Kone vare friske, men hvert Øjeblik kom der Budskab om Sygdom eller Dødsfald i Menigheden. Fattigdommen er tillige meget stor, og de fleste har ikke Raad til at betale Apoteker og Læge; inden det kommer i Orden med det offentliges Hjælp i denne Nød, bliver det for mange for sildig. Det er næsten allerede, som man levede i Pestens Tid, og den er dog endnu kun for Døren hos os. | “ |

## Årsager
I populærhistoriske fremstillinger beskrives det ofte som om, at epidemien skyldtes et udbrud af malaria. Denne teori stammer fra anden halvdel af 1800-tallet, men er siden blevet forladt af enkelte historikere.
Den danske historiker Jens Christian Manniche mente således ikke, at man med sikkerhed kunne sige hvilken sygdom der var tale om, men foreslog, at der kunne være tale om svampesygdommen meldrøje som følge af årets dårlige høst. En alternativ forklaring er forskellige diarrérelaterede sygdomme, forårsaget af, at befolkningen som følge af den fejlslagne høst spiste ting, de ellers ikke ville have spist, som eksempelvis barkbrød, der kunne give alvorlige og dødelige mavetarminfektioner.
Nogen endegyldig konklusion kan imidlertid ikke drages af mangel på DNA fra de ramte.

## Epidemiens videre forløb
Epidemien fortsatte i årene fremover, men ikke i lige så alvorlig grad. Den ramte særligt i forsomrene
og toppede i maj.